# Sherrill (New York)
Pour les articles homonymes, voir Sherrill.
Sherrill est une cité (city) du comté d'Oneida, dans l’État de New York aux États-Unis.